# Molophilus aequiramus
Molophilus aequiramus là một loài ruồi trong họ Limoniidae. Chúng phân bố ở miền Cổ bắc.